# Kuttawa (Kentucky)
Kuttawa es una ciudad ubicada en el condado de Lyon en el estado estadounidense de Kentucky. En el Censo de 2010 tenía una población de 649 habitantes y una densidad poblacional de 92,23 personas por km².

## Geografía
Kuttawa se encuentra ubicada en las coordenadas 37°3′38″N 88°6′52″O / 37.06056, -88.11444. Según la Oficina del Censo de los Estados Unidos, Kuttawa tiene una superficie total de 7.04 km², de la cual 5.06 km² corresponden a tierra firme y (28.08%) 1.98 km² es agua.

## Demografía
Según el censo de 2010, había 649 personas residiendo en Kuttawa. La densidad de población era de 92,23 hab./km². De los 649 habitantes, Kuttawa estaba compuesto por el 97.84% blancos, el 1.23% eran afroamericanos, el 0.31% eran amerindios, el 0% eran asiáticos, el 0% eran isleños del Pacífico, el 0% eran de otras razas y el 0.62% pertenecían a dos o más razas. Del total de la población el 0.46% eran hispanos o latinos de cualquier raza.